# الظاهرة (مكيراس)

تعديل مصدري - تعديل

الظاهرة هي إحدى قرى عزلة مكيراس بمديرية مكيراس التابعة لمحافظة البيضاء، بلغ تعداد سكانها 195 نسمة حسب تعداد اليمن لعام 2004.